# Probrachylophosaurus
Probrachylophosaurus bergei
Genre
Espèce
Probrachylophosaurus est un genre fossile de « dinosaures à bec de canards » herbivores de la famille des hadrosauridés (sous-ordre des ornithopodes). Ses fossiles ont été découverts dans la formation de Judith River au Montana et la formation d'Oldman en Alberta. Les niveaux stratigraphiques d'où ses restes fossiles ont été extraits datent d'environ 78,5 à 77,8 Ma (millions d'années), du Campanien (Crétacé supérieur).
Une seule espèce est rattachée au genre, Probrachylophosaurus bergei.

## Étymologie et datation
Le nom de genre Probrachylophosaurus est composé du mot latin pro, « avant » et Brachylophosaurus, lui-même composé des mots du grec ancien brachys, « petit », lophos, « crête » et sauros « lézard », « lézard à petite crête ». Le nom de l'animal indique, selon ses inventeurs, qu'il est un hadrosauridé venant juste avant le genre Brachylophosaurus. Elizabeth Freedman Fowler (d) & Jack Horner considèrent en effet d'après l'interprétation des données radiométriques que Probrachylophosaurus aurait un âge compris entre 78,5 et 78,2 Ma (millions d'années), tandis que Brachylophosaurus serait « d'un âge supérieur à 77,76 Ma ».

## Description

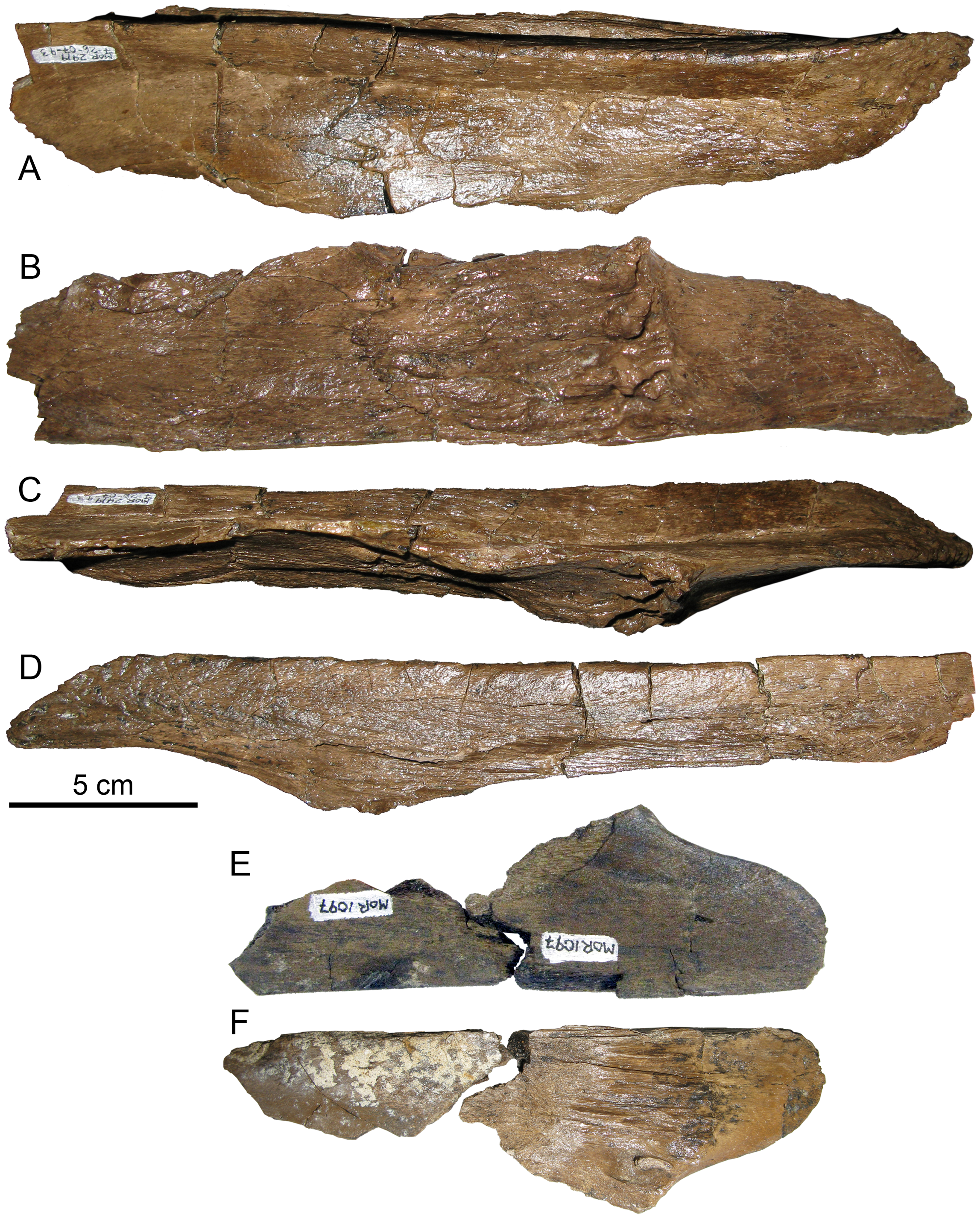
Différentes vues de la crête nasale de l'animal montrant en particulier sa section triangulaire.

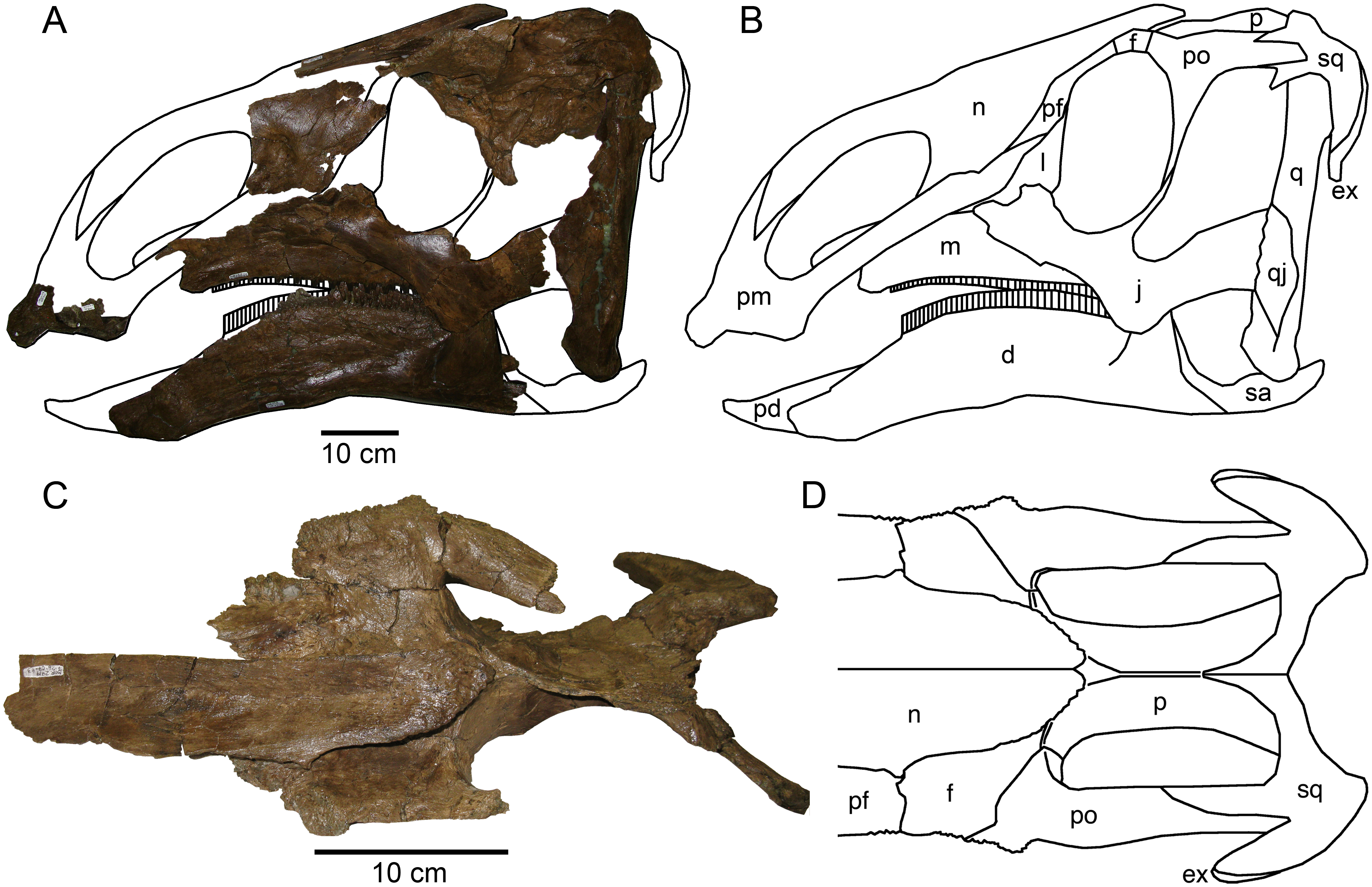
Reconstitution du crâne holotype à partir des os retrouvés du crâne.

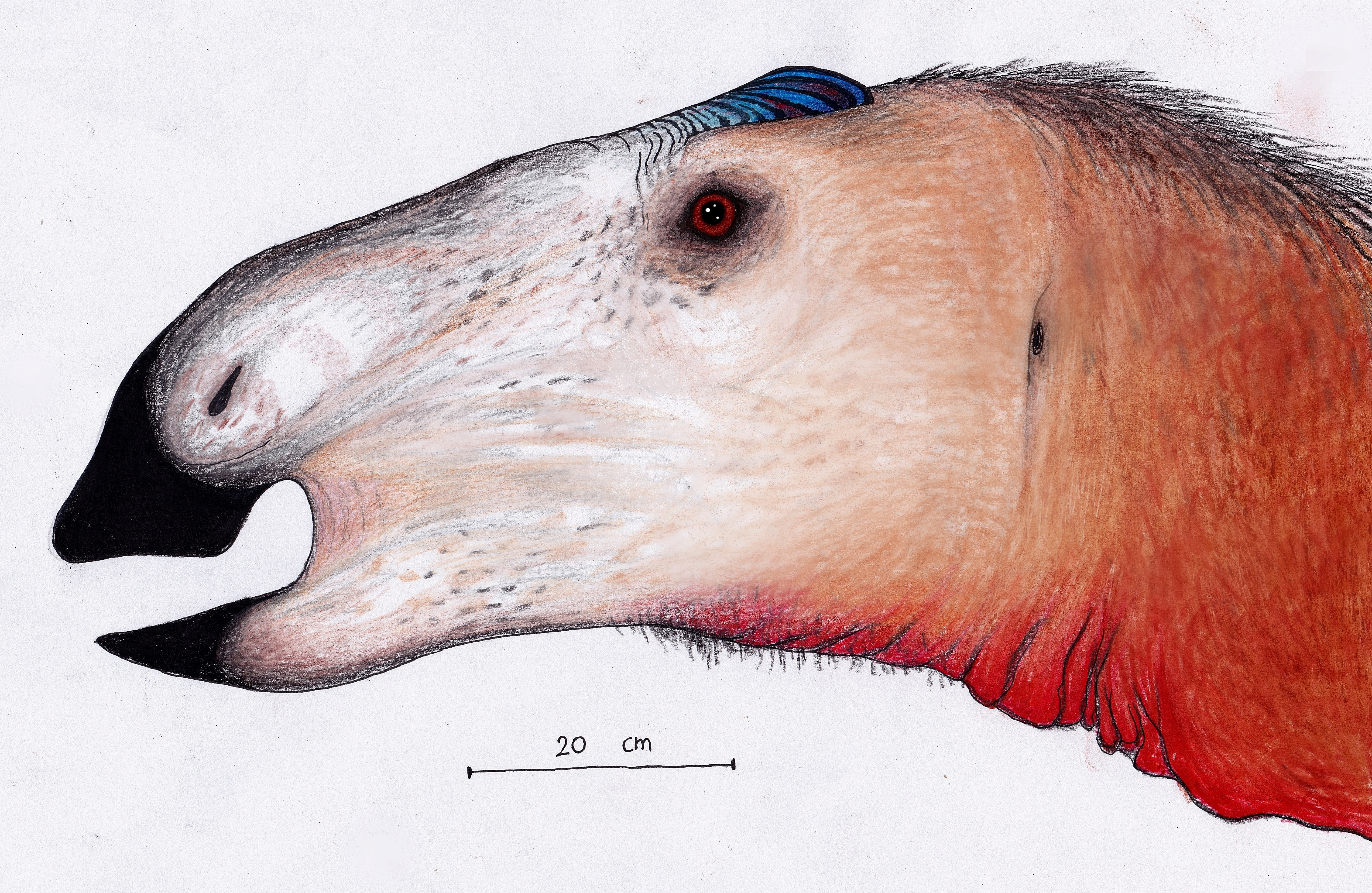
Vue d'artiste de la tête de Probrachylophosaurus.

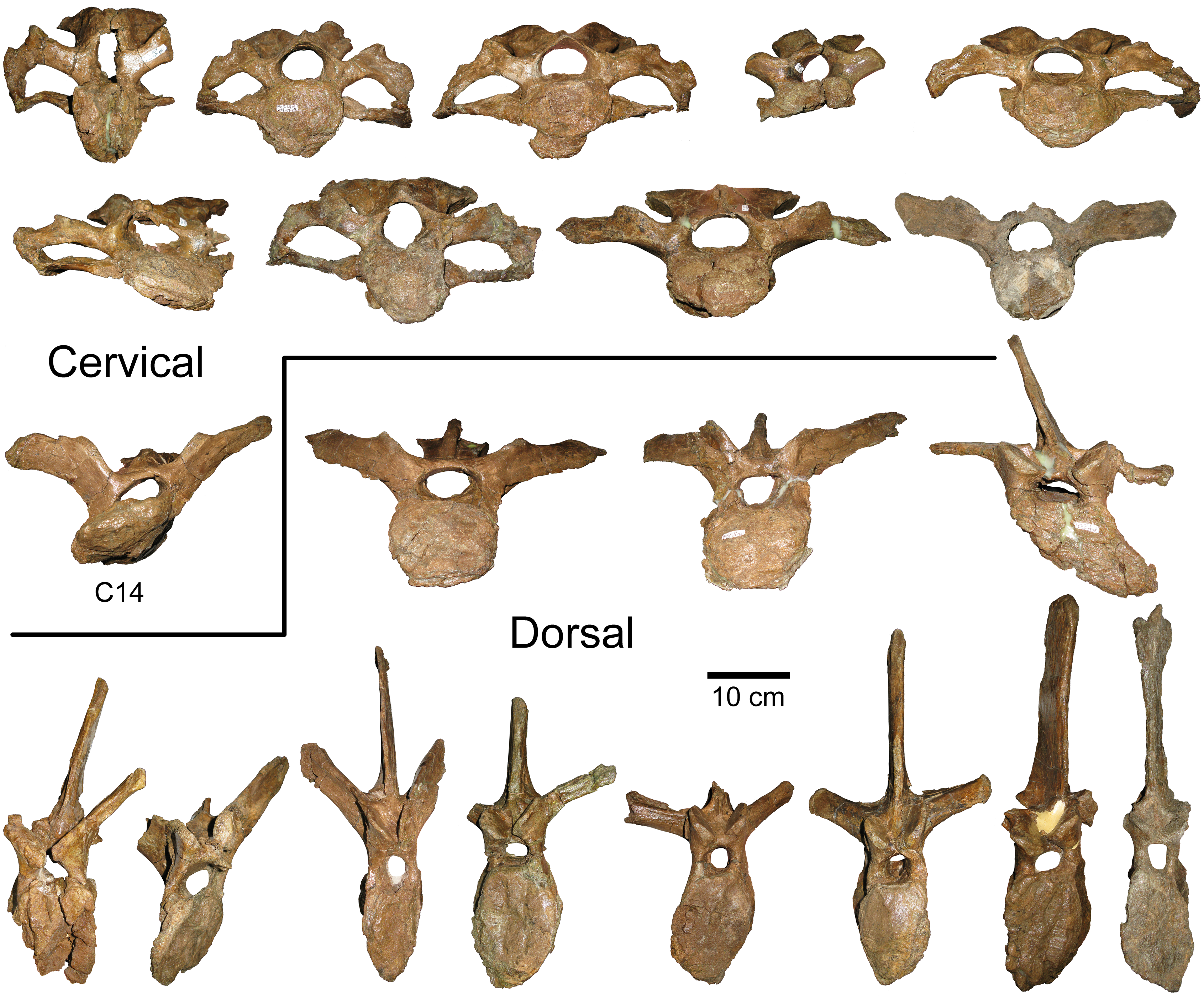
Vertèbres cervicales et dorsales de Probrachylophosaurus.

Probrachylophosaurus est un grand hadrosauridé. Son spécimen holotype est un crâne assez complet référencé MOR 2919, en provenance du Montana. L'extrapolation de la taille de l'animal, selon ses auteurs, en ferait le plus grand Brachylophosaurini connu. Sa longueur totale est estimée à 9 mètres et sa masse à plus de 5 tonnes; ils l'ont surnommé « super canard »
L'un de ses caractères uniques (autapomorphies) est sa crête osseuse massive sur le sommet de son crâne qui possède une section triangulaire avec un angle sommital très aigu. Chez les adultes, elle recouvre sur moins de deux centimètres l’ouverture (fenestra) de l'os supra-temporal, une différence avec Brachylophosaurus, où la crête recouvre la totalité de la fosse supra-temporale.

## Classification
Fowler et Horner positionnent Probrachylophosaurus comme un membre de la tribu des Brachylophosaurini sur le cladogramme établi par Albert Prieto-Márquez (d) et son équipe en 2010,.
Ils le placent entre Acristavus, le plus basal du clade, et le groupe frère formé par Brachylophosaurus et Maiasaura considérés comme des genres plus évolués. La description de Probrachylophosaurus intervient trop tard pour être intégrée dans la grande synthèse des hadrosauridés publiée par Prieto-Marquez et ses collègues au tout début de 2016.